# Luchtwand

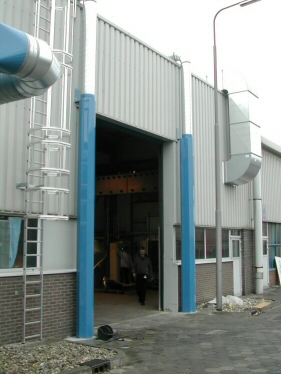

De luchtwand is ontwikkeld voor uitgebreide luchttechnische scheiding van verschillende klimaten die in de regel ontstaan bij deuren, poorten en doorgangen. Deze verschillen kunnen bestaan uit temperatuur, geur, stof, insecten en relatieve luchtvochtigheid.
Ten opzichte van luchtgordijnen zijn er aanzienlijke verschillen waardoor energiebesparingen tot 60% haalbaar zijn.
Een luchtwand is opgebouwd uit een aparte ventilatormodule en uitblaasmodule. Deze manier van opstellen laat verschillende mogelijkheden toe wat betreft de luchtvolumestroom doordat de ventilatorgrootte aangepast wordt aan de werkelijke behoefte.
De ventilatormodule en de uitblaasmodule zijn plaatselijk te scheiden en worden, met in de handel gebruikelijke buizen, gestroomlijnd verbonden. Hierdoor kan de ventilatormodule op een andere plaats gemonteerd worden dan de uitblaasmodule.
Verder werkt een luchtwand met een hogere luchtdruk en een lager luchtvolume. Voor comforttoepassingen hoeft hier dus minder warmte aan te worden toegevoegd.